# Cloral
El cloral, també conegut com a tricloroacetaldehid, és un compost orgànic amb la fórmula Cl3CCHO. Aquest aldehid és un líquid oliós incolor que és incolor que és soluble en molts solvents. Reacciona amb aigua per formar hidrat de cloral, que abans es va fer servir molt com a substància sedant i hipnòtica.

## Producció
Es pot produir cloral per halogenació de l'etanol, com ja va fer Justus von Liebig l'any 1832.

## Reaccions claus
A més de la seva tendència a hidratar-se, el cloral és un bloc de construcció en la síntesi de l'insecticida DDT. Per aquest propòsit el cloral és tractat amb clorobenzè en presència de quantitats d'àcid sulfúric que facin de catalitzador:
Cl₃CCHO + 2 C₆H₅Cl → Cl₃CCH(C₆H₄Cl)₂ + H₂O
Aquesta reacció va ser descrita per Othmar Zeidler el 1874.
El cloral també es fa servir per a fer cloroform tractant-lo amb hidròxid de sodi.